# Bronnicy
Bronnicy (anche traslitterata come Bronnitsy) è una cittadina della Russia europea centrale (oblast' di Mosca), situata 52 km a sudest della capitale sulla sponda sinistra della Moscova.
Nominata per la prima volta nelle cronache locali nel 1451 con il nome di Bronniči, mentre lo status di città è del 1781.

## Società

### Evoluzione demografica
Fonte: mojgorod.ru
- 1897: 3.800
- 1926: 3.800
- 1939: 6.100
- 1959: 10.100
- 1979: 14.200
- 1989: 16.100
- 2002: 18.232
- 2007: 18.600